# Tablas de mortalidad
Las tablas de mortalidad (o tablas de vida) muestran el número de muertes (mortalidad), la edad así como otras informaciones que se producen en un determinado territorio geográfico o localidad. Son el fundamento para conocer la esperanzas de vida, evolución de la población, el grado de madurez demográfica, la repercursión de epidemias y otra información utilizada en demografía, ciencias actuariales, seguros, bioestadística, epidemiología y otras disciplinas. Se considera un importante instrumentos en el ámbito de la demografía.
Se considera a John Graunt el primer demógrafo que utilizó los datos de mortalidad existentes en los boletines de mortalidad (bills of mortality) para un uso estadístico, actuarial y demográfico.

## Definición
Tabla de mortalidad se puede definir como una tabla de valores numéricos de {\displaystyle \,S_{0}(x)} para ciertos valores de x.
Comúnmente una tabla de mortalidad muestra valores de {\displaystyle \,S_{0}(x)} para todos los valores integrales de {\displaystyle \,x}, {\displaystyle \,x=0,1,...} (Cunningham, Herzog, London, 2011).
Las tablas de vida son uno de los dispositivos más importantes que se utilizan en la demografía, en su forma clásica, es una tabla que muestra varias piezas de información acerca de la extinción de la cohorte de nacimiento. Es sólo una manera de resumir la experiencia de mortalidad de una cohorte.
Es el modelo más fundamental apoyando la determinación actuarial de los valores económicos asociados con seguros de vida y planes de pensiones. Aunque todas las tablas de vida son básicamente de la misma forma, pueden variar considerablemente con respecto a sus valores numéricos, su aplicabilidad, y los datos de la experiencia sobre la que se basan. (Cunningham et al., 2011)

“Las tablas de vida son, en esencia, una forma de combinar tasas de mortalidad de una población de diferentes edades en un modelo estadístico, que se utilizan principalmente para medir el nivel de mortalidad de la población involucrada.”
(Siegel and Swanson, 2007)

### Ejemplo
| X                          | 0       | 1      | 2      | 3      | 4      | … | 109    | 110    |
| -------------------------- | ------- | ------ | ------ | ------ | ------ | - | ------ | ------ |
| {\displaystyle \,S_{0}(x)} | 1.00000 | .97408 | .97259 | .97160 | .97082 | … | .00001 | .00000 |

## Historia
El concepto de una tabla de vida fue creación de John Graunt (1620-1674), cuando en 1662 en uno de sus trabajos incluyó la primera tabla de mortalidad de la historia, donde la tabla originalmente muestra los números de sobrevivientes a la edad sucesiva de cada 100 concepciones "rápidas" o nacidos vivos. Según sus cifras, sólo el 25 por ciento vivía a los 26 años, y un 1 por ciento a los 76.
La importancia de la tabla de Graunt es el uso del concepto de una tabla utilizando datos de mortalidad para obtener las proporciones que sobreviven a cada edad. Con respecto a las estadísticas de la tabla, ha habido controversia sobre su autenticidad por la forma en que se calcularon las otras filas. (Donald T. Rowland, 2003)

“Los métodos de construcción de tablas de vida requieren un mayor desarrollo, dos décadas después de la muerte de Graunt, Edmund Halley (1656-1742) produjo una aproximación matemática más rigurosa con métodos utilizados en la actualidad. Halley es mejor recordado por su predicción de la vuelta del cometa que lleva su nombre, pero él contribuyó a muchas áreas de científicas. A través de su trabajo la tabla de vida, sobre la base de los proyectos de ley de la mortalidad de la ciudad de Breslau, en Alemania, a Halley se le atribuye, junto con Graunt y Malthus, como uno de los primeros pioneros de la demografía.”
(Donald T. Rowland, 2003)

## Usos
“Una tabla de vida está diseñada esencialmente para medir la mortalidad, pero varios otros especialistas la emplean de diversas formas. Los trabajadores de salud pública, demógrafos, actuarios, economistas y muchos otros utilizan tablas de mortalidad en los estudios de la longevidad, la fertilidad, la migración y el crecimiento de la población, así como en la elaboración de proyecciones de tamaño de la población y las características y en los estudios de viudez, orfandad, longitud de la vida matrimonial, longitud de la vida laboral, y la longitud de vida libre por discapacidad.”
(Siegel and Swanson, 2007)

“Por ejemplo, los ingenieros usan tablas de mortalidad para estudiar la fiabilidad de sistemas mecánicos y electrónicos complejos. Bioestadísticas utilizan tablas de mortalidad para comparar la eficacia de tratamientos alternativas de enfermedades graves. Demógrafos utilizan tablas de mortalidad como herramientas en las proyecciones de población.”
(Bowers et al. 1949)

## Aplicación al seguro
La tabla de mortalidad ha sido uno de los descubrimientos más influyentes de la demografía, examina la cifra de la mortalidad, la medición de la esperanza de vida y el grado en el que la muerte disminuye las cifras de población a medida que aumentan las edades. Es una medida importante de progreso, un indicador válido de las poblaciones para ver si se acercan al objetivo de larga vida para todos, que tiene que ver con la supervivencia y la longitud de la vida. (Cunningham et al., 2011)

“Se utilizan para construir los modelos para sistemas de seguros diseñados para ayudar a los individuos frente a la incertidumbre sobre el tiempo de su muerte”
(Bowers et al. 1949)

Cuántos sobreviven hasta edades sucesivas,  es información importante para la industria de seguros de vida, fondos de pensiones y los planes de pensiones, ya que la viabilidad de los acuerdos financieros depende de conocer la probabilidad de que los clientes van a vivir a edades más avanzadas. También se utiliza en el estudio de la supervivencia de las poblaciones de plantas, animales e insectos, tan diversos como hierbas, árboles forestales, ratones y moscas de la fruta.

## Tipos de tablas de mortalidad

### Tablas de mortalidad de periodo
Al construir su tabla de mortalidad, Halley asumió que el tamaño de la población era estático o constante. Aunque se sabe que rara vez las poblaciones son estacionarias, esta suposición ha persistido como base para la construcción de tablas de mortalidad. Las principales razones son porque simplifica el cálculo de información sobre mortalidad y supervivencia, permite comparar tablas de diferentes lugares sin tener que hacer énfasis en las diferencias en la estructura de edad y los resultados son fácilmente interpretados y adecuados en muchos sentidos.
Por población estacionaria, se entiende a una población con 3 características importantes: tamaño constante, estructura de edad constante y cerrada a la migración.
El concepto de población estacionaria es la base para las tablas de mortalidad de periodo, que se derivan de tasas de mortalidad específicas por edad. Estas tablas representan la experiencia de un cohorte hipotético o sintético situado en un año; las tasas de mortalidad específicas por edad representan la experiencia del cohorte. Las tasas de mortalidad del cohorte sintético son la combinación de tasas de diferentes cohortes de nacimientos por año.

### Tablas de mortalidad por cohorte
Las tablas basadas en la mortalidad observada en cohortes reales también son de mucha ayuda. Estas son llamadas “tablas de mortalidad por cohorte, o tablas de mortalidad generacionales, pues describen la mortalidad a través del tiempo de cohortes actuales más que la mortalidad en un solo periodo” (Rowland, 2003). Con la falta de información, generalmente son necesarias proyecciones de la mortalidad para completar estas tablas.
Además, existen también tablas de mortalidad completas o desagregadas, que proveen información en años individuales de vida, mientras que las agregadas dan un resumen de esta misma información.

## Funciones de las tablas de mortalidad
| Notación                                 | Descripción |
| ---------------------------------------- | --- |
| {\displaystyle \,l_{x}}                  | El número de personas vivas a edad exacta {\displaystyle \,x}. |
| {\displaystyle \,{}_{n}p_{x}}            | La probabilidad de sobrevivir entre las edades exactas {\displaystyle \,x} y {\displaystyle \,x+n}. |
| {\displaystyle \,{}_{n}q_{x}}            | La probabilidad de morir de la edad exacta {\displaystyle \,x} a {\displaystyle \,x+n}. |
| {\displaystyle \,{}_{n}d_{x}}            | El número de muertes entre las edades {\displaystyle \,x} y {\displaystyle \,x+n}. |
| {\displaystyle \,{}_{n}L_{x}}            | El número promedio de vivos en el intervalo entre las edades exactas {\displaystyle \,x} y {\displaystyle \,x+n}Denota el número de años-persona vividos en el intervalo de edades {\displaystyle \,x} y {\displaystyle \,x+n} |
| {\displaystyle \,T_{x}}                  | La población total con edad {\displaystyle \,x} y mayor, o el número total de años personas vividos desde la edad {\displaystyle \,x}.                                                                                         |
| {\displaystyle \,{e_{x}^{\mathrm {o} }}} | La esperanza de vida a la edad exacta {\displaystyle \,x}; el número promedio de años vividos por una persona desde la edad {\displaystyle \,x}.                                                                               |

(Rowland, 2003)

### Fórmulas
Cabe hacer la aclaración que las fórmulas a continuación son solo algunas de la gran variedad que nos presentan las funciones. Por lo mismo, las fórmulas a continuación son calculadas con información que la misma tabla de mortalidad proporciona.
{\displaystyle \,l_{0}} se establece desde un principio de manera arbitraria, generalmente 100,000 y es conocido como radix.
- {\displaystyle \,l_{x}=l_{0}\cdot S(x)=l_{0}\cdot {}_{x}p_{0}}
- {\displaystyle \,{}_{n}d_{x}=l_{x}-l_{x+n}}
- {\displaystyle \,{}_{n}L_{x}=n\cdot l_{x+n}+{}_{n}a_{x}\cdot {}_{n}d_{x}}    donde {\displaystyle {}_{n}a_{x}} es el factor de ajuste.
- {\displaystyle \,m_{x}={d_{x} \over L_{x}}}    es la tasa bruta de mortalidad específica.
- {\displaystyle \,T_{x}=\sum _{i=x}^{\omega {}-1}{}_{n}L_{i}}
- {\displaystyle \,{e_{x}^{\mathrm {o} }}={T_{x} \over l_{x}}}

Considerando el factor de ajuste en las fórmulas:
- {\displaystyle \,{}_{n}q_{x}={\frac {n\cdot {}_{n}m_{x}}{1+n(1-{}_{n}a_{x}){}_{n}m_{x}}}}

y finalmente:
- {\displaystyle \,{}_{n}p_{x}=1-{}_{n}q_{x}}

### Ejemplo: Tabla de mortalidad mexicana
| Edad  | {\displaystyle \,{}_{n}q_{x}} | {\displaystyle \,{}_{n}p_{x}} | {\displaystyle \,{}_{n}m_{x}} | {\displaystyle \,l_{x}} | {\displaystyle \,{}_{n}d_{x}} | {\displaystyle \,{}_{n}L_{x}} | {\displaystyle \,T_{x}} | {\displaystyle \,{e_{x}^{\mathrm {o} }}} |
| ----- | ----------------------------- | ----------------------------- | ----------------------------- | ----------------------- | ----------------------------- | ----------------------------- | ----------------------- | ---------------------------------------- |
| <1    | 0.013                         | 0.987                         | 0.014                         | 100,000                 | 1340                          | 98,794.0                      | 7,497,772.411           | 74.978                                   |
| 1-4   | 0.002                         | 0.998                         | 0.001                         | 98,660                  | 230                           | 394,088.0                     | 7,398,978.411           | 74.995                                   |
| 5-9   | 0.001                         | 0.999                         | 0.000                         | 98,430                  | 125                           | 491,837.2                     | 7,004,890.411           | 71.166                                   |
| 10-14 | 0.002                         | 0.998                         | 0.000                         | 98,304                  | 151                           | 491,145.1                     | 6,513,053.211           | 66.254                                   |
| 15-19 | 0.004                         | 0.996                         | 0.001                         | 98,153                  | 440                           | 489,666.3                     | 6,021,908.111           | 61.352                                   |
| 20-24 | 0.006                         | 0.994                         | 0.001                         | 97,713                  | 623                           | 487,008.8                     | 5,532,241.811           | 56.617                                   |
| 25-29 | 0.008                         | 0.992                         | 0.002                         | 97,090                  | 736                           | 483,610.6                     | 5,045,233.011           | 51.964                                   |
| 30-34 | 0.009                         | 0.991                         | 0.002                         | 96,354                  | 872                           | 479,590.4                     | 4,561,622.411           | 47.342                                   |
| 35-39 | 0.011                         | 0.989                         | 0.002                         | 95,482                  | 1053                          | 474,777.6                     | 4,082,032.011           | 42.752                                   |
| 40-44 | 0.013                         | 0.987                         | 0.003                         | 94,428                  | 1264                          | 468,982.6                     | 3,607,254.411           | 38.201                                   |
| 45-49 | 0.019                         | 0.981                         | 0.004                         | 93,164                  | 1790                          | 461,346.8                     | 3,138,271.811           | 33.685                                   |
| 50-54 | 0.029                         | 0.971                         | 0.006                         | 91,374                  | 2637                          | 450,281.3                     | 2,676,925.011           | 29.296                                   |
| 55-59 | 0.044                         | 0.956                         | 0.009                         | 88,737                  | 3904                          | 433,927.5                     | 2,226,643.711           | 25.092                                   |
| 60-64 | 0.067                         | 0.933                         | 0.014                         | 84,833                  | 5680                          | 409,964.1                     | 1,792,716.211           | 21.132                                   |
| 65-69 | 0.097                         | 0.903                         | 0.020                         | 79,152                  | 7713                          | 376,480.2                     | 1,382,752.111           | 17.469                                   |
| 70-74 | 0.150                         | 0.850                         | 0.032                         | 71,439                  | 10729                         | 330,375.9                     | 1,006,271.911           | 14.086                                   |
| 75-79 | 0.224                         | 0.776                         | 0.050                         | 60,710                  | 13591                         | 269,575.4                     | 675,896.011             | 11.133                                   |
| 80-84 | 0.316                         | 0.684                         | 0.075                         | 47,119                  | 14911                         | 198,319.4                     | 406,320.611             | 8.623                                    |
| 85-89 | 0.445                         | 0.555                         | 0.114                         | 32,208                  | 14318                         | 125,246.0                     | 208,001.211             | 6.458                                    |
| 90-94 | 0.577                         | 0.423                         | 0.177                         | 17,889                  | 10327                         | 58,468.2                      | 82,755.211              | 4.626                                    |
| 95-99 | 0.703                         | 0.297                         | 0.277                         | 7,562                   | 5319                          | 19,197.1                      | 24,286.971              | 3.212                                    |
| 100+  | 1                             | 0                             | 0.441                         | 2,243                   | 2243                          | 5,089.9                       | 5,089.861               | 2.269                                    |

(México, 2011)

## Desagregación
Graduación.- Es necesario que una tabla de mortalidad tenga una graduación; es decir, que mediante algún método actuarial como son:
- Método de Whitaker.
- Métodos numéricos.
- Métodos bayesianos.

la tabla complete los valores faltantes de alguna cohorte o los corrija, pero con estimaciones suavizadas que permitan dar una aproximación lo más exacta posible. Según lo definen Haberman & Renshaw, 1996; una graduación es el conjunto de principios y métodos a través de los cuales se ajustan los datos observados para obtener una base suavizada, que permite hacer mejores inferencias y, en particular, realizar cálculos actuariales.
Desagregación.- Sin embargo, muchas veces las tablas de mortalidad se presentan por grupos quinquenales. Para facilitar la información por grupos. Es posible que quien obtenga la información de esta manera requiera información específica de una edad, por ejemplo de la población de 5 años. Cuando este sea el caso es necesario ocupar un método de desagregación. Los métodos de desagregación, son prácticamente algo parecido a una graduación inversa pues cumplen el propósito de suavizar los datos para hacer inferencias más precisas. Principalmente se ocupan tres:
- Coeficientes por fórmula de Sprague.
- Coeficientes por Karup-King.
- Coeficientes por Beers.

### Proceso de desagregación
Estos multiplicadores se ocupan de manera matricial es decir suponiendo que nuestra información de la tabla de mortalidad está de forma quinquenal. Haremos un pequeño ajuste sumando {\displaystyle \,q_{x}} de edad <1 + edad 1-4 haciendo el grupo quinquenal 0-4.
Posteriormente, tomamos el primer panel como la matriz A y los primeros cinco renglones de la columna {\displaystyle \,q_{x}} (0-4 hasta 20-24) como la matriz B, para ejemplificar mejor tomaremos los datos de la tabla anterior. Haciendo la multiplicación de matrices correspondiente A*B = C . La matriz C tendrá 5 renglones que serán las primeras cinco columnas de nuestra tabla desagregada, es decir, las probabilidades de morir de la edad 0,1,2,3 y 4. El proceso se repite tomando el mismo grupo de edades de la matriz B pero cambiando el panel, es decir panel 2 *matriz B, Panel central * matriz B. Cómo aún no es posible pasar al penúltimo panel se comenzará a recorrer el uso de los renglones de B . Para el cuarto grupo multiplicamos de nuevo matricialmente el panel central pero ahora tomando los renglones correspondiente a las edades (5-9 hasta 25-29). Y el proceso de repite “recorriendo” los renglones. Una vez que lleguemos al último renglón (en algunas tablas termina con el grupo 75-79 en este caso no se correría) aquí seguimos hasta llegar al grupo 95-99. Si faltan más de 2 grupos se repite la información con la del panel anterior, de lo contrario ahora ocupamos el último renglón multiplicado matricialmente con el penúltimo panel y posterior el último con el último panel. Se anexa un ejemplo donde la columna al final de cada grupo quinquenal hace la suma del grupo quinquenal.
Tabla de mortalidad desagregada
| Edad | {\displaystyle \,q_{x}} | Comprobación | Edad | {\displaystyle \,q_{x}} | Comprobación | Edad | {\displaystyle \,q_{x}} | Comprobación | Edad | {\displaystyle \,q_{x}} | Comprobación |
| ---- | ----------------------- | ------------ | ---- | ----------------------- | ------------ | ---- | ----------------------- | ------------ | ---- | ----------------------- | ------------ |
| 0    | 0.0051780               |              | 25   | 0.0014233               |              | 50   | 0.0048500               |              | 75   | 0.0382951               |              |
| 1    | 0.0040180               |              | 26   | 0.0014649               |              | 51   | 0.0052715               |              | 76   | 0.0414687               |              |
| 2    | 0.0030010               |              | 27   | 0.0015101               |              | 52   | 0.0057314               |              | 77   | 0.0447163               |              |
| 3    | 0.0021280               |              | 28   | 0.0015620               |              | 53   | 0.0062312               |              | 78   | 0.0480029               |              |
| 4    | 0.0014010               | 0.0157300    | 29   | 0.0016195               | 0.0075800    | 54   | 0.0067757               | 0.0288600    | 79   | 0.0513867               | 0.2238700    |
|      |                         |              |      |                         |              |      |                         |              |      |                         |              |
| 5    | 0.0008220               |              | 30   | 0.0016785               |              | 55   | 0.0073650               |              | 80   | 0.0548577               |              |
| 6    | 0.0003930               |              | 31   | 0.0017386               |              | 56   | 0.0080095               |              | 81   | 0.0585817               |              |
| 7    | 0.0001120               |              | 32   | 0.0018040               |              | 57   | 0.0087242               |              | 82   | 0.0627678               |              |
| 8    | 0.0000230               |              | 33   | 0.0018757               |              | 58   | 0.0095173               |              | 83   | 0.0675237               |              |
| 9    | 0.0000340               | 0.0012700    | 34   | 0.0019529               | 0.0090500    | 59   | 0.0103837               | 0.0440000    | 84   | 0.0727189               | 0.3164500    |
|      |                         |              |      |                         |              |      |                         |              |      |                         |              |
| 10   | 0.0000490               |              | 35   | 0.0020422               |              | 60   | 0.0113508               |              | 85   | 0.0781240               |              |
| 11   | 0.0001860               |              | 36   | 0.0021359               |              | 61   | 0.0123809               |              | 86   | 0.0835481               |              |
| 12   | 0.0003280               |              | 37   | 0.0022190               |              | 62   | 0.0134070               |              | 87   | 0.0889738               |              |
| 13   | 0.0004410               |              | 38   | 0.0022859               |              | 63   | 0.0144030               |              | 88   | 0.0943179               |              |
| 14   | 0.0005330               | 0.0015400    | 39   | 0.0023469               | 0.0110300    | 64   | 0.0154181               | 0.0669600    | 89   | 0.0995960               | 0.4445600    |
|      |                         |              |      |                         |              |      |                         |              |      |                         |              |
| 15   | 0.0006510               |              | 40   | 0.0024155               |              | 65   | 0.0165062               |              | 90   | 0.1048572               |              |
| 16   | 0.0007970               |              | 41   | 0.0025089               |              | 66   | 0.0177561               |              | 91   | 0.1101386               |              |
| 17   | 0.0009240               |              | 42   | 0.0026367               |              | 67   | 0.0192296               |              | 92   | 0.1154499               |              |
| 18   | 0.0010180               |              | 43   | 0.0028085               |              | 68   | 0.0209775               |              | 93   | 0.1207692               |              |
| 19   | 0.0010870               | 0.0044800    | 44   | 0.0030202               | 0.0133900    | 69   | 0.0229704               | 0.0974400    | 94   | 0.1260450               | 0.5772600    |
|      |                         |              |      |                         |              |      |                         |              |      |                         |              |
| 20   | 0.0011520               |              | 45   | 0.0032626               |              | 70   | 0.0251255               |              | 95   | 0.1312159               |              |
| 21   | 0.0012230               |              | 46   | 0.0035279               |              | 71   | 0.0274086               |              | 96   | 0.1362148               |              |
| 22   | 0.0012840               |              | 47   | 0.0038178               |              | 72   | 0.0298646               |              | 97   | 0.1409725               |              |
| 23   | 0.0013368               |              | 48   | 0.0041305               |              | 73   | 0.0324927               |              | 98   | 0.1454216               |              |
| 24   | 0.0013821               | 0.0063800    | 49   | 0.0044710               | 0.0192100    | 74   | 0.0352884               | 0.1501800    | 99   | 0.1494949               | 0.7033200    |